# Ministerstwo Gospodarki Komunalnej
Ministerstwo Gospodarki Komunalnej – urząd ministra, centralny organ administracji rządowej, członek Rady Ministrów, powołany w celu kierowania i zarządzania całokształtem spraw związanych z gospodarką komunalną.
Ministerstwo miało siedzibę przy ulicy Nowogrodzkiej 1/3 w Warszawie.

## Powołanie urzędu
Na podstawie ustawy z 1950 r. o zmianie organizacji naczelnych władz państwowych w zakresie gospodarki komunalnej i administracji publicznej powołano nowy urząd w miejsce zniesionego urzędu Ministra Administracji Publicznej.

## Zakres działania urzędu
Na podstawie rozporządzenia Rady Ministrów do zakresu działania Ministra Gospodarki Komunalnej należały sprawy:
- polityki mieszkaniowej i zwierzchniego nadzoru nad gospodarką budynkami mieszkalnymi, z zastrzeżeniem dotychczasowej właściwości Ministerstwa Budownictwa w stosunku do nowo wznoszonych budowli,
- zarządu terenami w osiedlach i współdziałania z Ministerstwem Budownictwa w gospodarce terenami w osiedlach,
- gospodarki budynkami państwowymi z wyjątkiem budynków, znajdujących się w zarządzie lub użytkowaniu innych władz naczelnych albo podległych im urzędów, przedsiębiorstw, zakładów i instytucji,
- przedsiębiorstw remontowo-budowlanych,
- ochrony przeciwpożarowej i kominiarstwa,
- budowy, urządzenia i utrzymania dróg, ulic, placów, mostów, wiaduktów i innych obiektów, służących komunikacji w osiedlach, z wyjątkiem jezdni dróg przelotowych oraz mostów i wiaduktów na tych drogach w osiedlach wiejskich i w miastach nie stanowiących powiatów,
- oświetlania ulic i placów publicznych,
- parków, zieleńców, ogrodów zoologicznych, ogródków działkowych i terenów sportowych, z wyjątkiem stadionów i hal sportowych znajdujących się w bezpośrednim zarządzie Głównego Komitetu Kultury Fizycznej,
- gospodarstw rolnych, leśnych, ogrodowych i rybnych, mających znaczenie terenów zielonych dla miast albo związanych z utrzymywaniem takich terenów,
- przedsiębiorstw, zakładów i innych urządzeń służących do komunikacji w osiedlach,
- zaopatrzenie w wodę ludności miast i osiedli oraz ludności gromad, z urządzeń grupowych i zbiorowych, jeżeli urządzenia te są przeznaczone jednocześnie do zaopatrywania w wodę ludności miasta lub osiedli lub jeżeli specjalne przepisy nakładają obowiązek budowy, odbudowy, rozbudowy, utrzymania i eksploatacji na organy gospodarki komunalnej,
- kąpielisk i pralni,
- urządzeń kanalizacyjnych i innych służących do oczyszczania i asenizacji osiedli,
- zaopatrzenia ludności w gaz i elektryczność,
- urządzeń zbiorowego ogrzewania,
- hoteli i zajazdów, z wyjątkiem hoteli przekazanych w zarząd P. B. P. „Orbis”,
- grobownictwa,
- przedsiębiorstw przemysłowych i usługowych, służących wyłącznie lub głównie do realizacji zadań, leżących w zakresie działania Ministra Gospodarki Komunalnej,
- sprawy rzeźni publicznych, targowisk, hal targowych i targowisk zwierzęcych.
- inne sprawy urządzenia osiedli, o ile w myśl szczególnych przepisów nie należą do zakresu działania innych ministrów.

## Zniesienie urzędu
Na podstawie ustawy z 1972 r. o zniesieniu urzędu Ministra Gospodarki Komunalnej zlikwidowano urząd.